# Comedy Central Vlaanderen
Comedy Central Vlaanderen is de Vlaamse versie van de Amerikaanse zender Comedy Central. De zender vertoont in Vlaanderen voornamelijk humoristische showprogramma's, komische (animatie)series en stand-upcomedy.
Comedy Central startte met uitzenden in Vlaanderen op 20 januari 2014, toen dagelijks van 22 uur tot 24 uur op het kanaal van TMF. Sinds 1 november 2015 is de zender 24 uur per etmaal in de ether, dankzij het stopzetten van TMF. Op 1 april 2019 werd het huidige logo van Comedy Central ingevoegd.
In Vlaanderen biedt Comedy Central een vooralsnog beperkt aantal programma's aan, waarvan de uitzendingen vaak meermaals op korte tijd worden herhaald. Een van de redenen daarvoor is dat de uitzendrechten voor veel van de van oorsprong Amerikaanse Comedy Central-programma's aan andere, grotere Vlaamse televisie-omroepen toebehoren, waardoor deze niet aan het eigen aanbod kunnen worden toegevoegd.
De zender is te ontvangen via Telenet, Orange en Proximus TV. Sinds 1 februari 2017 zendt de zender bij Telenet in HD uit.

## Programma's

### Lokale programma's

#### Momenteel[(sinds) wanneer?]uitgezonden
- Drunk History - Bezopen Verhalen
- Takenshi's Castle (aangekocht programma met lokale stemmen)

#### Niet meer uitgezonden
- Celebrity Stand-up
- Comedy Central Roast
- Comedy Central Roasts
- Popoz

### Comedy Central programma's

#### Momenteel[(sinds) wanneer?]uitgezonden
- Broad City
- Comedy Central Roast
- Drunk History
- Key & Peele
- South Park
- The Daily Show
- Tosh.0
- Workaholics
- Nathan For You
- Inside Amy Schumer
- Crank Yankers
- Awkwafina is Nora from Queens

#### Niet meer uitgezonden
- Fat For Fun
- I Live With Models
- Review
- The Opposition with Jordan Klepper
- The President Show
- The Sarah Silverman Program
- Trip Tank
- Your Face Or Mine
- The Jim Jefferies Show
- This Is Not Happening

### Aangekochte programma's

#### Momenteel uitgezonden
- Adventure Time
- Are we there yet?
- Kevin Can Wait
- The Goldbergs
- The Middle
- The King of Queens
- The Neighborhood

#### Niet meer uitgezonden
- Bob's Burgers
- Brotherhood
- Family Guy
- The Best of The Late Late Show
- The Late Late Show with James Corden
- Real Husbands of Hollywood
- Rick and Morty
- Stand-upcomedy
- Teachers

### Nickelodeon-cartoons
In het weekend werden tot begin 2018 ochtends oude Nickelodeon-cartoons uitgezonden zoals:
- Ren & Stimpy
- Rocko's Modern Life
- The Angry Beavers (De Boze Bevers)